# Tschernetschtschyna (Ochtyrka)
Tschernetschtschyna (ukrainisch Чернеччина; russisch Чернетчина Tschernettschina) ist ein Dorf im Süden der ukrainischen Oblast Sumy mit etwa 1746 Einwohnern (2017).

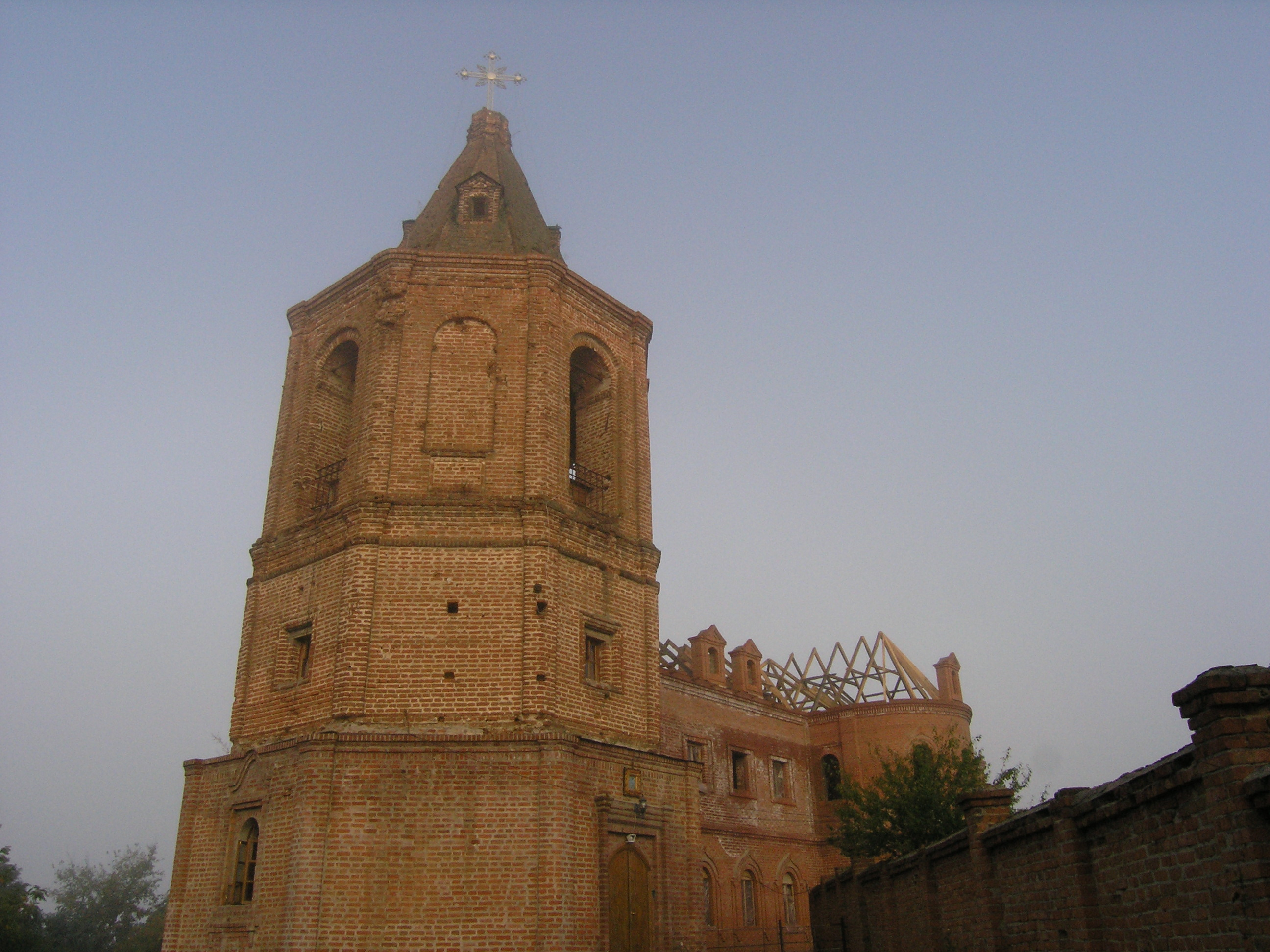
Klosterruine des Klosters der Heiligen Dreifaltigkeit

Das in der zweiten Hälfte des 17. Jahrhunderts gegründete Dorf liegt auf einer Höhe von 108 m am rechten Ufer der Worskla, einem linken Nebenfluss des Dnepr, 8 km westlich vom Rajonzentrum Ochtyrka und 80 km südlich vom Oblastzentrum Sumy. Durch das Dorf verläuft die  Territorialstraße T–17–05.

## Verwaltungsgliederung
Am 6. Juli 2017 wurde das Dorf zum Zentrum der neugegründeten Landgemeinde Tschernetschtschyna (ukrainisch Чернеччинська сільська громада/Tschernetschtschynska silska hromada), zu dieser zählen auch die 31 in der untenstehenden Tabelle aufgelisteten Dörfer, bis dahin bildete es zusammen mit den Dörfern Borsiwschtschyna, Dobroslawiwka, Jassenowe, Popeliwschtschyna, Ryboten und Schurawne die gleichnamige Landratsgemeinde Tschernetschtschyna (Чернеччинська сільська рада/Tschernetschtschynska silska rada) im Südwesten des Rajons Ochtyrka.
Folgende Orte sind neben dem Hauptort Tschernetschtschyna Teil der Gemeinde:
| Name                     | Name           | Name                               |
| ukrainisch transkribiert | ukrainisch     | russisch                           |
| ------------------------ | -------------- | ---------------------------------- |
| Bakyriwka                | Бакирівка      | Бакировка (Bakirowka)              |
| Borsiwschtschyna         | Борзівщина     | Борзовщина (Borsowschtschina)      |
| Buhruwate                | Бугрувате      | Бугроватое (Bugrowatoje)           |
| Bujmeriwka               | Буймерівка     | Буймеровка (Buimerowka)            |
| Chuchra                  | Хухра          | Хухра                              |
| Dobroslawiwka            | Доброславівка  | Доброславовка (Dobroslawowka)      |
| Haj-Moschenka            | Гай-Мошенка    | Гай-Мошенка (Gai-Moschenka)        |
| Jassenowe                | Ясенове        | Ясеновое (Jassenowoje)             |
| Kardaschiwka             | Кардашівка     | Кардашовка (Kardaschowka)          |
| Korabelske               | Корабельське   | Корабельское (Korabelskoje)        |
| Kudrjawe                 | Кудряве        | Кудрявое (Kudrjawoje)              |
| Lutyschtsche             | Лутище         | Лутище (Lutischtsche)              |
| Lytowka                  | Литовка        | Литовка (Litowka)                  |
| Mantschytschi            | Манчичі        | Манчичи (Mantschitschi)            |
| Moschenka                | Мошенка        | Мошенка                            |
| Myrne                    | Мирне          | Мирное (Mirnoje)                   |
| Mychajlenkowe            | Михайленкове   | Михайленково (Michailenkowo)       |
| Peremoha                 | Перемога       | Перемога                           |
| Pidlosijiwka             | Підлозіївка    | Подлозиевка (Podlosijewka)         |
| Polohy                   | Пологи         | Пологи (Pologi)                    |
| Popeliwschtschyna        | Попелівщина    | Попелевщина (Popelewschtschina)    |
| Pyliwka                  | Пилівка        | Пылевка (Pylewka)                  |
| Ryboten                  | Риботень       | Рыботень                           |
| Salisne                  | Залісне        | Залесное (Salesnoje)               |
| Schurawne                | Журавне        | Журавное (Schurawnoje)             |
| Sonjatschne              | Сонячне        | Солнечное (Solnetschnoje)          |
| Ukrajinka                | Українка       | Украинка (Ukrainka)                |
| Werbowe                  | Вербове        | Вербовое (Werbowoje)               |
| Wesselyj Haj             | Веселий Гай    | Весёлый Гай (Wessjoly Gai)         |
| Wosme Beresnja           | Восьме Березня | Восьмое Березня (Wosmoje Beresnja) |
| Wyssoke                  | Високе         | Высокое (Wysskokoje)               |